# Дятел Віра Григорівна
Віра Григорівна Дятел (нар. 3 березня 1984, Чернігів, УРСР) — українська футболістка і футзалістка.

## Клубна кар'єра
Почала займатися футболом в ДЮСШ Городнянської школи-інтернату, перший тренер — Микола Семеняко. 
1997 року у складі ДЮСШ Городня виграла срібні нагороди чемпіонату України з футзалу серед дівчат 1982-1983 рр. н. і стала його найкращим бомбардиром, забивши 31 м'яч.
У 2000—2002 роках виступала за ЖФК «Легенда» з міста Чернігів у футболі та за «Фортуну-Чексіл» у футзалі, який був фарм-клубом футбольного клубу у цьому виді спорту.
2003 року перейшла до команди «Харків-Кондиціонер» (назва команди до 2004 року — «Харків-Кондиціонер», до 2005 — «Металіст», до 2006 — «Арсенал»).
У 2006 році після розформування команди приєдналася до новоствореного клубу «Житлобуд-1».
У середині 2000-х років Дятел паралельно грала у футзал за луганський «Інтерпласт».
В чемпіонаті України 2007 року Віра Дятел стала кращою бомбардиркою турніру. 
З 2008 по 2012 роки виступала за російську команду «Зірка-2005». У 2009 році допомогла «Зірці-2005» пробитися до фіналу жіночого Кубк УЄФА. На цьому турнірі відзначилася 3 голами, у 1/4 та 1/2 фіналах проти датського «Бронбю» та шведського «Умео» відповідно. З 2012 по 2014 роки захищала кольори іншого російського клубу  «Зоркий».
У січні 2015 року переїхала до Швеції, де виступала за місцевий «Лінчепінг», який намагався її підписати протягом декількох останніх років. Кольори шведського клубу вона захищала до 2016 року. За цей час зіграла 9 матчів.
У 2016 році переїхала до Іспанії, де підсилила клуб «Спортінг». 
Після сезону в Іспанії повернулася в Україну, де грала за «Житлобуд-2», але перед стартом сезону 2018/19 знову долучилася до складу «Спортінга».
Після сезону в іспанському клубі закінчила виступи у футболі, повернулася на батьківщину і відновила футзальну кар'єру у клубі «Будстар-НПУ». Деякий час виступала в Фінляндії у складі місцевої футзальної команди «Ільвес».
У лютому 2025 року на офіційних соціальних мережах жіночої команди «Оболонь», що виступала у вищій лізі України з'явилася інформація о підписанні клубом Віри Дятел. Головною тренеркою в новій команді була колишня багаторічна партнерка Віри по виступам у національній збірній — Ірина Василюк.  

## Кар'єра в збірній
У листопаді 2000 року дебютувала за збірну в матчі проти збірної Англії. Захищала кольори збірної на жіночому Чемпіонаті Європи з футболу 2009 року. На турнірі відіграла всі три матчі, відзначилася гольовою передачею на Дарину Апанащенко, коли Дарина забила дебютний м'яч збірної України на турнірі, у ворота збірної Данії.
Коли у 2023 році 39-річна Віра Дятел виступала за футзальний клуб «Ільвес» із Фінляндії, її заявили до збірної України з футзалу для участі на чемпіонаті Європи. 
На тому Євро українська збірна дійшла до фіналу та здобула історичні для них срібні нагороди, а Дятел стала першою в історії гравчинею, яка представляла свою країну на фінальних турнірах УЄФА серед жіночих національних збірних і з футболу, і з футзалу.

## Досягнення
Футбол
- Чемпіонат України з футболу
  -  Чемпіонка (4): 2004, 2005, 2006, 2017

- Кубок України з футболу
  -  Володарка (3): 2004, 2006, 2007

- Жіночий чемпіонат Росії з футболу
  -  Чемпіонка (2): 2008, 2009

- Жіночий Кубок УЄФА
  -  Фіналістка (1): 2009

Футзал
- Чемпіонат України з футзалу
  -  Чемпіонка (2): 2006, 2020

- Кубок України з футзалу
  -  Володарка (1): 2020

- Суперкубок України з футзалу
  -  Володарка (1): 2021

- Чемпіонат Європи з футзалу
  -  Срібло (1): 2023

## Голи Віри Дятел за збірну в офіційних поєдинках
- Кваліфікація до Чемпіонату Європи 2005 року
  - Україна 1-0 Шотландія (1 гол)

- Кваліфікація до Чемпіонату Європи 2009 року
  - Словаччина 0-4 Україна (1 гол)
  - Україна 2-0 Словенія (плей-оф) (1 гол)

- Кваліфікація до Чемпіонату Світу 2011 року
  - Україна 7-0 Боснія та Герцоговина (1 гол)
  - Боснія 0-5 Україна (1 гол)

- Кваліфікація до Чемпіонату Світу 2013 року
  - Естонія 1-4 Україна (2 голи)
  - Словаччина 0-2 Україна (1 гол)
  - Білорусь 0-5 Україна (1 гол)